# Dieter Vogel (Fußballspieler)
Dieter „Ötsch“ Vogel (* 21. April 1940) ist ein ehemaliger deutscher Fußballspieler, der als Abwehrspieler des VfL Bochum in den Jahren 1961 bis 1968 in der 2. Liga West, Verbandsliga Westfalen und Regionalliga West für die Mannschaft von der Castroper Straße im Einsatz gewesen war und dabei von 1965 bis 1968 in der damals zweitklassigen Regionalliga West 58 Ligaspiele absolviert hat.

## Laufbahn
Der aus der VfL-Jugend und anschließend über die Amateurmannschaft hochgekommene Nachwuchsfußballer Dieter Vogel kam in der Saison 1961/62 erstmals in der Ligamannschaft des VfL in der 2. Liga West zum Einsatz. Unter Trainer Hermann Lindemann und an der Seite von Leistungsträgern wie Dieter Backhaus und Heinz Lowin wurde der Amateur in einem Punktspiel beim Erreichen des 3. Ranges eingesetzt. Als Bochum ausgerechnet in der „Qualifikationsrunde“ 1962/63 lediglich den 14. Rang erreichte, hatte der VfL damit die Aufnahme in die neue Regionalliga West ab 1963/64 verfehlt. An der Seite von Egon Milder, Werner Jablonski (16 Tore) und Walter Zastrau war Vogel in fünf Ligaspielen aufgelaufen. Der Einstand von  „Ötsch“ Vogel in der Ligamannschaft hatte unter ungünstigen Bedingungen stattgefunden. Das schlechte Abschneiden in der Saison 1962/63 führte der neue Vorsitzende Ottokar Wüst nicht zuletzt auf die schlechte Disziplin in der Mannschaft zurück. Nicht-Erscheinen beim Training gehörte noch zu den harmlosesten Vorkommnissen. Neun Stammspieler gehen oder „werden gegangen“ am Ende der enttäuschenden Saison.
Es beginnt der Aufbau des neuen VfL und Wüst beginnt den Neuanfang mit der Suche nach einem neuen Trainer. Er legt sich auf Hubert Schieth fest und dieser bringt von seinem bisherigen Verein SSV Hagen die Spieler Horst Christopeit (Torhüter) und Josef Schoppen (Mittelstürmer) mit. Vogel avanciert unter Schieth zum Stammspieler und absolviert bei der Erreichung der Vizemeisterschaft in der Verbandsliga Westfalen 1963/64 alle 30 Ligaspiele und erzielt zudem noch als Stopper und Abwehrchef vier Tore. Im zweiten Trainerjahr von Schieth, 1964/65, werden die Mannen um Vogel in der Gruppe II mit elf Punkten Vorsprung vor dem Lüner SV Meister. Mit den Neulingen Gustav Eversberg (20 Tore) vom Stadtteilverein SC Dahlhausen und den zwei vorherigen VfL-Amateuren Karl-Heinz Böttcher und Dieter Moritz war die Kaderqualität verbessert worden und Stopper Vogel hatte in 19 Ligaeinsätzen zwei Tore erzielt. Nach dem Staffelsieg standen aber noch zwei Entscheidungsspiele gegen den zweiten Staffelsieger, die SpVgg Erkenschwick, auf dem Programm. Im Heimspiel am 9. Mai setzte sich Bochum mit 4:1 durch, verlor aber das Rückspiel am 12. Mai im Stimbergstadion mit 2:3 und dadurch ging es am 16. Mai in ein drittes Entscheidungsspiel nach Recklinghausen. Vogel führte dort die VfL-Defensive als Stopper vor Torhüter Christopeit – der VfL-Torhüter hatte am 2. Mai in der Amateurnationalmannschaft debütiert – und dem Verteidigerpaar Gerd Wiesemes und Heinz Hermani an und Hermani glückte erst in der 88. Minute der 1:1-Ausgleich. Auch nach 120 Minuten blieb es bei diesem Ergebnis und durch „Münzwurf“ wurde der Aufstieg in die Regionalliga herbeigeführt. Der VfL hatte das nötige Glück und stieg auf.
Vogel debütierte mit dem VfL Bochum am 15. August 1965 bei einem 1:0-Auswärtserfolg beim VfB Bottrop in der Zweitklassigkeit der Regionalliga West. Er führte wie gewohnt als Mittelläufer die Abwehr des Aufsteigers an. Mit Angreifer Hans Grieger war die Offensive verstärkt worden und auch Erwin Galeski, Hans-Günther Groß und Heinz-Jürgen Blome trugen zur Kaderqualität bei. Am Rundenende rangierte der VfL Bochum auf dem 12. Rang und Vogel hatte in 26 Ligaspielen seine Zweitligatauglichkeit unter Beweis gestellt. In dieser Saison hatten es die Abwehrreihen in der Regionalliga West mit Offensivkräften wie Ulrich Kohn, Günter Augustat, Helmut Littek, Erwin Kostedde, Peter Meyer, Horst Heese, Hans Walitza, Klaus Ackermann, Heinz-Gerd Klostermann, Alfred Glenski, Erwin Hoffmann, Karl-Heinz Sell, Herbert Weinberg, Willi Koslowski, Heinz-Dieter Hasebrink, Willi Lippens, Wolfgang Glock, Dieter Herzog, Waldemar Gerhardt, Ulrich Braun, Dieter Brozulat, Herbert Gronen und Gerd Roggensack zu tun gehabt,                Angreifer deren Qualitäten  weit über die Zweitklassigkeit reichten. Auch auf Seiten der Trainer waren mit Richard Schneider, Alfred Preißler, Theo Kirchberg, Robert Gebhardt, Hans Hipp, Oswald Pfau, Werner Stahl, Herbert Burdenski, Kuno Klötzer, Fritz Pliska und Willibald Hahn Namen vertreten gewesen, die einen guten Klang im deutschen Fußball hatten.
Im zweiten Regionalligajahr, 1966/67, verbessert sich der VfL Bochum bereits auf den 4. Rang, punktgleich mit Arminia Bielefeld auf dem 3. Rang. Heinz Höher, Werner Balte und Dieter Klever hatten den Kader verstärkt. Die Teams von Alemannia Aachen, SW Essen, Arminia Bielefeld, VfL Bochum, Hamborn 07 und RW Oberhausen lösten sich in der Führungsarbeit ab und bildeten ein Sextett mit Titelhoffnungen. Aachen und SW Essen zogen am Ende in die Bundesligaaufstiegsrunde ein. Dieter Vogel hatte 30 Ligaspiele bestritten. Im wichtigen Heimspiel am 9. April 1967 gegen den späteren Meister und Bundesligaaufsteiger Alemannia Aachen verletzte sich Torhüter Christopeit am Arm und „Ötsch“ Vogel ersetzte den Keeper. Das Spiel wurde mit 0:1 verloren.
Im ersten Trainerjahr von Hermann Eppenhoff, 1967/68, verabschiedete sich der Abwehrspieler mit zwei weiteren Regionalligaeinsätzen aus dem Vertragsspielerlager. Sein letzter Ligaeinsatz datiert vom 20. August 1967, als sich der VfL in einem Heimspiel mit 1:1 von Fortuna Düsseldorf vor 28.000 Zuschauern trennt. Vor Torhüter Christopeit bildete er als Mittelläufer mit Wiesemes, Blome, Klever und Dieter Versen die Defensive des Gastgebers.